# Thomas Hedberg
Pär Thomas Hedberg, född 1 december 1961 i Stockholm, är en svensk företagsledare inom mediebranschen och grundare av produktionsbolaget Titan Television.
Han har varit verksam i media i princip hela sitt arbetsliv, bland annat som VD för ZTV samt pionjär under införandet av internet i Norden (se bok: "Internetrevolutionen"). År 1996 grundade han Titan Television med Anette Beijer. Han var VD för Titan fram till 2013 när han och Beijer drog sig tillbaka från företaget.
Hedberg sitter i styrelsen för KAK, samt är ordförande för Svenska Aston Martin klubben.
Han var under en period sambo med skådespelaren Ewa Fröling (född 1952) som han har en dotter med (född 1990). Numera är han gift med Anette Beijer (född 1956), som han grundade Titan Television med 1996.